# 金沢発evening 5 ごちそう FRIDAY
『金沢発evening 5 ごちそう FRIDAY』（かなざわはつ イブニング・ファイブ ごちそうフライデー）は、北陸放送（MROテレビ）で2005年4月1日から2008年9月26日まで金曜夕方に放送されていた石川県向けの情報番組。EPGでは報道番組にも分類されていた。

## 概要
2005年4月に『金沢発evening 5』と題して放送開始。MROにとっては、テレビ放送では初となる夕方のローカルワイド番組だった。
2007年4月にリニューアルした際に「ごちそう FRIDAY」のサブタイトルを冠するようになり、以後は「食」を重点的に特集するようになった。同年3月までの放送時間は毎週金曜 16時54分 - 18時55分（途中、TBSの『JNNイブニング・ニュース』を放送）だったが、このリニューアルで放送枠が金曜 16時52分 - 17時50分（『JNNイブニング・ニュース』開始前まで）に縮小。18時16分以降は『MROニュースランナー』にあてられた。2008年4月からは、松村玲郎以外のキャスターが入れ替わり、放送時間が2分拡大した。
番組は2008年9月26日放送分をもって終了。以来、北陸放送はTBSの『イブニング・ファイブ』を金曜日にもネットしていた。

## 番組終了時の出演者

### メインキャスター
- 松村玲郎
- YUICHI

### サブキャスター
- 酒井千佳
- 福島彩乃
- 室照美

### お天気キャスター
- 重原佐千子

## 途中降板した出演者
- 前原智子
- 田中みゆき

ほか

## 番組終了時のコーナー
- ごちフラッシュ - 食にまつわる一週間の出来事を紹介。
- レオの食場訪問
- ごち侍のかたじけない

## 途中まで実施していたコーナー

### 2006年3月まで
おまちどうさま
MROのリポーターが、思わず行ってみたくなる食の店、おいしい店・人情の店を訪ねていたコーナー。当初は中継を17時台と18時台の2回行っていたが、半年経った頃からは17時台のみに行っていた。この他、イベント会場などにも出かけていた。
ふれ愛の旅
落語家の桂小枝が石川県内を巡り歩き、人・物・文化に楽しくふれあう旅企画。
観る・聞く・遊ぶてんこもり
CDランキング、レジャー情報、占いなど。占いのコーナーは17時25分頃と18時50分頃の2回放送されていた。
あなた出番ですよ
ニュース・スポーツ・音楽などさまざまな分野から、テレビ・ラジオ・新聞・雑誌で話題になった人に登場してもらい、楽しいエピソードを話してもらうスタジオ生出演のトークコーナーだった。
イブニングクイズ
18時20分頃に行われていたクイズコーナー。毎週1問コーナー後半に、問題が出題され3択の中から視聴者がハガキで解答。翌週、同コーナーに送られた正解者の中から抽選で直接、松村が生電話をして本人が電話に出られれば「賞金3万円がゲットできる」という企画だった。送った本人が電話に出られなかったり、6コール内に電話に出られなかった場合には失格となり、獲得権が移っていた。

### 2007年3月まで
おさえと考
これだけは知っておきたいこと、友達や家族の間で会話に出てきそうなことで、押さえておいて損はない話題に焦点をあてる。テレビニュースや新聞の記事だけでは分かりにくい時事ネタもリポート取材や中継を交え、柔らかくもみほぐして伝える。
みゆきのここ行こ!!
番組のメインキャスターである田中みゆきが毎週スタジオを飛び出し、親子で楽しめる近場のスポットを紹介していた。
最新ニュース（MRO evening NEWS）
内容は基本的に月曜 - 木曜に放送の『MRO evening NEWS』と同じ。大リーガー松井秀喜関連の情報も伝えていた。このコーナーに限り、CMに入る際のジングルは『MRO evening NEWS』と同じものになっていた。16時54分、18時16分、天気予報前18時40分頃からの3回ある。
イブニングeye
いわゆる金曜特集で、番組スタッフが街で噂の情報をキャッチして東奔西走していた。